# あすなろ道路
あすなろ道路（あすなろどうろ）は、日本の道路建設会社（ゼネコン）である。佐藤渡辺の子会社。

## 概要
北海道を基盤とする道路建設会社。1973年7月、小松建設工業(株)北海道支店の道路舗装事業部門を独立させる形で「小松舗道株式会社」設立。長らくコマツグループの一員だったが、2000年に親会社の小松建設工業とともに髙松建設(当時)の傘下に入る。2002年10月、親会社の小松建設工業があすなろ建設に社名変更するのに合わせて、「あすなろ道路株式会社」に社名変更。同時に企業集団「GWA (Green Wood Alliance)」の一員となる。2004年4月に親会社が青木建設と合併し、青木あすなろ建設になってからも「あすなろ道路」はそのままである。
2023年3月31日付で。青木あすなろ建設が保有する全株式が佐藤渡辺へ譲渡され、あすなろ道路は佐藤渡辺の子会社となった。

## 事業所

### 本社
〒 060-0051
- 北海道札幌市中央区南1条東1-2-1 太平洋興発ビル６F

### 道北営業所
〒098-5738
- 北海道枝幸郡浜頓別町緑ヶ丘26

### 道東営業所
- 北海道川上郡標茶町開運9-11

### 道央営業所
- 北海道札幌市南区簾舞3条１-1-10

### 東日本事業所
- 千葉県千葉市花見川区内山町